# 권예은
권예은(2012년 1월 25일~)은 대한민국의 배우이며 모델이다.

## 출연 작품

### 방송

#### 드라마
- 2017년 KBS 2TV 《내 남자의 비밀》 - 한해솔 역
- 2017년 KBS 2TV 《마녀의 법정》 - 여숙[2] 역
- 2017년 JTBC 《힘쎈여자 도봉순》
- 2017년 TvN 《하백의 신부 2017》
- 2018년 KBS 1TV 《내일도 맑음》 - 어린 황지은 역[3]
- 2018년 SBS 《시크릿 마더》
- 2018년 SBS 《훈남정음》 - 어린 유정음 역[4]
- 2018년 OCN 《손 the guest》 - 안유미 딸 역
- 2018년 TvN 《톱스타 유백이》 - 어린 오강순 역[5]
- 2019년 TvN 《사이코메트리 그녀석》 - 장주아 역
- 2019년 TvN 《호텔 델루나》 - 어린 이미라 역[6]
- 2019년 TvN 《청일전자 미쓰리》 - 송나은 역
- 2019년 MBC 《대장금이 보고있다》 - 양여진[7] 역
- 2020년 KBS 2TV 《포레스트》 - 강산유 역
- 2020년 TvN 《사이코지만 괜찮아》 - 최고은 역
- 2020년 TvN 《낮과 밤》 - 어린 제이미 레이튼 역[8]
- 2021년 TvN 《마우스》 - 유나 역

### 영화
- 2019년 《로드킬》 - 과거 연희 딸 역
- 2019년 《광대들: 풍문조작단》 - 팔풍 과거 꼬마 역

### 광고
- 2016년 뽀로로 즐거운 유치원 놀이
- 2017년 KT 피플 테크놀로지 5G - 평창 편
- 2017년 로보카폴리 폴리퓨처북